# Kineococcus radiotolerans
Kineococcus radiotolerans – opisana w 2002, Gram-dodatnia, tlenowa, oksydazo-ujemna i urzęsiona (polarnie) bakteria klasyfikowana do typu Actinobacteria (promieniowce). Cechuje się opornością na promieniowanie i odwodnienie (dehydratację). Komórki mają morfologię ziarniaków, a ich średnica wynosi 1–1,5 μm. Bakteria ta wytwarza pomarańczowy barwnik (prawdopodobnie karotenoidowy). Na podłożu stałym tworzy okrągłe kolonie o szorstkich brzegach. K. radiotolerans rośnie w temperaturze 11–41 °C i toleruje stężenie chlorku sodu do 5% (halotolerancyjność). Wykazuje wzrost również w warunkach wysokiego stężenia metali i kationów alkalicznych. Promieniowiec ten przeżywa dawkę promieniowania 20 kGy. Genom K. radiotolerans obejmuje liniowy chromosomom (4,76 Mpz), liniowy plazmid (0,18 Mpz) oraz kolisty plazmid (12,92 kpz). Zawartość par GC w DNA wynosi 74,2%. Mechanizmy oporności na promieniowanie tej bakterii są mało poznane. W komórce występuje wyższe stężenie manganu  w stosunku do stężenia żelaza. Takie zjawisko zaobserwowano również u innych drobnoustrojów radiotolerancyjnych. W genomie K. radiotolerans występuje dużo kopii genów kodujących enzymy chroniące przed ROS (np. katalazy, peroksydazy) oraz kodujących system naprawy NER (nucleotide excision repair). W genomie prawdopodobnie nie występuje typowy mechanizm naprawy źle sparowanych zasad w DNA (mismatch repair). Przypuszczalnie jest to rekompensowane obecnością polimerazy DNA o zwiększonej wierności replikacji DNA i zdolności do naprawy własnych błędów. Szczep SRS30216 T tego gatunku wyizolowano z wysoce radioaktywnych odpadów w Savannah River Site w USA (Karolina Południowa).